# AFK azijski kup 2023.
AFK azijski kup 2023. (кин: 2023年亚洲杯足球赛) je osamnaesto po redu fudbalsko takmičenje za titulu kontinentalnog prvaka Azije u organizaciji Azijske fudbalske federacije. Domaćin takmičenja je Kina, a utakmice će se igrati od 16. juna do 16. jula 2023. godine. Na turniru će učestvovati 24 reprezentacije nakon proširenja AFK azijskog kupa 2019. godine, uključujući i državu domaćina. Branilac titule je reprezentacija Katara.

## Izbor domaćina
Dana 12. aprila 2016. godine, AFK komisija za takmičenja je potvrdila da su četiri države izrazile interes za organizovanje AFK azijskog kupa 2023: Kina, Indonezija, Južna Koreja i Tajland. Indonezija je, međutim, bila pod suspenzijom FIFA-e u tom periodu. Zemlje kandidati imale su rok do 31. marta 2016. godine da predaju celokupnu dokumentaciju. Prvobitan plan je bio da se domaćin objavi na Generalnom kongresu AFK-a, u maju 2018. godine, ali je kongres pomeren za 31. oktobar. Kina je proglašena za domaćina  pre 69. Fifin kongresa, u Parizu, Francuska, 4. juna 2019. godine.
Nakon povlačenja ostalih zemalja, samo je Kina bila u konkurenciji da osvoji prava na organizaciju takmičenja.

## Kvalifikacije
Prva dva kola kvalifikacija računaju se i kao azijske kvalifikacije za Svetsko prvenstvo, u koje se Katar već automatski plasirao kao država domaćin. Katar učestvuje u ovim rundama samo za kvalifikacije za AFK azijski kup 2023.godine. Kina, koja se automatski kvalifikovala za Azijski kup 2023. godine (isto kao zemlja domaćin Kupa), takođe će učestvovati u kvalifikacijama kako bi se kvalifikovala za Svetsko prvenstvo 2022. godine u Kataru.
Isatočnom Timoru je zabranjeno učešće u kvalifikacijama za Azijski kup nakon što je utvrđeno da je na ostalim mečevima kvalifikacija za Azijski kup u AFK-u 2019. godine rasporedio ukupno 12 nepodobnih igrača. Međutim, kako im FIFA nije zabranila kvalifikacije za Svetski kup, Istočnom Timoru je bilo dozvoljeno da učestvuje u takmičenje, ali nije imao pravo da se kvalifikuje za Azijski kup.
Kvalifikovanje je počelo 6. juna 2019. godine za 23 mesta kojima se pridružila Kini, kao država domaćin. Turnir će se održati u junu i julu 2023. godine, iako je prvobitno bilo planirano da se održi tokom januara i februara. Promene su nastale zbog Fifinog svetskog kupa 2022. godine u Kataru, koji će se održati u novembru i decembru 2022. godine Severna Koreja se povukla iz kvalifikacija zbog strahova povezanih sa pandemijom COVID-19.

### Kvalifikovane ekipe
| Time              | Metoda kvalifikacije       | Datum kvalifikacije | Dosadašnji nastupi | Poslednje pojavljivanje | Prethodni najbolji plasmani                      |
| ----------------- | -------------------------- | ------------------- | ------------------ | ----------------------- | ------------------------------------------------ |
| Кина              | Domaćin                    | 4. jun 2019.        | 13.                | 2019                    | Drugoplasirani (1984, 2004)                      |
| Јапан             | Pobednici druge runde      | 28. maj 2021.       | 10.                | 2019                    | Pobednici (1992, 2000, 2004, 2011)               |
| Сирија            | Pobednici druge runde      | 7. june 2021        | 7.                 | 2019                    | Grupna faza (1980, 1984, 1988, 1996, 2011, 2019) |
| Катар             | Pobednici druge runde      | 7. june 2021        | 11.                | 2019                    | Pobednici (2019)                                 |
| Јужна Кореја      | Pobednici druge runde      | 9. june 2021        | 15.                | 2019                    | Pobednici (1956, 1960)                           |
| Аустралија        | Pobednici druge runde      | 11. june 2021       | 5.                 | 2019                    | Pobednici (2015)                                 |
| Иран              | Pobednici druge runde      | 15. june 2021       | 15.                | 2019                    | Pobednici (1968, 1972, 1976)                     |
| УАЕ               | Pobednici druge runde      | 15. june 2021       | 11.                | 2019                    | Drugoplasirani (1996)                            |
| Саудијска Арабија | Pobednici druge runde      | 15. june 2021       | 11.                | 2019                    | Pobednici (1996)                                 |
| Ирак              | Drugiplasirani druge runde | 15. june 2021       | 10.                | 2019                    | Pobednici (2007)                                 |
| Оман              | Drugiplasirani druge runde | 15. june 2021       | 5.                 | 2019                    | Kolo ili 16 (2019)                               |
| Вијетнам          | Drugiplasirani druge runde | 15. june 2021       | 5.                 | 2019                    | četvrto mesto (1956, 1960)                       |
| Либан             | Drugiplasirani druge runde | 15. june 2021       | 3.                 | 2019                    | grupna faza (2000, 2019)                         |

## Gradovi domaćini
Dvanaes kineskih gradova se prijavilo da ugosti azijske reprezentacije. Prvobitan plan je bio da se, za potrebe takmičenja, izgradi sedam novih stadiona, dok bi se ostali renovirali. Predloženo je da novi fudbalski stadion Pudong u Šangaju bude domaćin finala i polufinala, a renovirani Radnički stadion u Pekingu bude domaćin drugog polufinala. Planirano je da se svi novi stadioni završe do 2021. godine, a u slučaju kašnjenja ponuđeni su alternativni stadioni. Dana 28. decembra 2019. hodine, Kineska Fudbalska asocijacija objavila je spisak od deset gradova domaćina turnia. U januar 2020. godine, Azijska fudbalska konfederacija je najavila da se za potrebe Azijskog kupa 2023. gradi deset novih stadiona.
| Peking                          | Tjencin                                                         | Šangaj                                                          | Čungking                             |
| ------------------------------- | --------------------------------------------------------------- | --------------------------------------------------------------- | ------------------------------------ |
| Novi radnički stadion           | Fudbalski stadion TEDA                                          | Fudbalski stadion Pudong                                        | Fudbalski stadion Čungking Longksing |
| Kapacitet: 70.161 (u izgradnji) | Kapacitet: 36.390 (biće proširen)                               | Kapacitet: 37.000                                               | Kapacitet: 60.000 (u izgradnji)      |
|                                 |                                                                 |                                                                 |                                      |
| Chengdu                         | PekingČungkingČengduDaljanĆingdaoŠangajSudžouTjencinSijanSjamen | PekingČungkingČengduDaljanĆingdaoŠangajSudžouTjencinSijanSjamen | Sijan                                |
| Fudbalski stadion Čengdu        | PekingČungkingČengduDaljanĆingdaoŠangajSudžouTjencinSijanSjamen | PekingČungkingČengduDaljanĆingdaoŠangajSudžouTjencinSijanSjamen | Fudbalski stadion Sijan              |
| Kapacitet: 57.087 (u izgradnji) | PekingČungkingČengduDaljanĆingdaoŠangajSudžouTjencinSijanSjamen | PekingČungkingČengduDaljanĆingdaoŠangajSudžouTjencinSijanSjamen | Kapacitet: 59.000 (u izgradnji)      |
|                                 | PekingČungkingČengduDaljanĆingdaoŠangajSudžouTjencinSijanSjamen | PekingČungkingČengduDaljanĆingdaoŠangajSudžouTjencinSijanSjamen |                                      |
| Daljan                          | Ćingdao                                                         | Sjamen                                                          | Sudžou                               |
| Fudbalski stadion Daljan        | Fudbalski stadion Ćingdao                                       | Fudbalski stadion Sjamen                                        | Fudbalski stadion Sudžou             |
| Kapacitet: 63.000 (u izgradnji) | Kapacitet: 52.800 (u izgradnji)                                 | Kapacitet: 60.041 (u izgradnji)                                 | Kapacitet: 45.000 (u izgradnji)      |
|                                 |                                                                 |                                                                 |                                      |

## Spoljašnje veze
- , the-AFC.com